# 益田ミリ
益田 ミリ（ますだ みり、1969年 - ）は、大阪府生まれの日本のイラストレーター、漫画家、エッセイスト。

## 略歴
京都芸術短期大学卒業。在学中は油絵を学んでいた。
コピーライターを目指しながら事務職のアルバイト等を経験するなかで、イラストの講義を受けたことが転機となる。26歳まで大阪で暮らした後、イラストレーターになることを目指して上京する。働きながら出版社に自作の持ち込みを続けるうち、いそっぷ社の編集者に認められ、2001年に『OLはえらい』で本格的デビューを果たす。初期の頃はイラストだけでなく「川柳も書けます」とアピールしていて、編集者（春陽堂書店）の目に留まって出版につながったというエピソードもある。
その後、2006年の『すーちゃん』で大きな注目を浴びる。2011年、『はやくはやくっていわないで』で第58回産経児童出版文化賞産経新聞社賞受賞。
2013年には『すーちゃん』シリーズが『すーちゃん まいちゃん さわ子さん』のタイトルで映画化（主演：柴咲コウ・真木よう子・寺島しのぶ、監督：御法川修）された。2021年には『スナック キズツキ』が原田知世主演でテレビドラマ化、翌22年には『僕の姉ちゃん』シリーズが黒木華主演で同じくドラマ化されている。
2017年、『大阪人の胸のうち』にて第5回大阪ほんま本大賞特別賞（ノンフィクション部門）を受賞。2024年、『ツユクサナツコの一生』にて第28回手塚治虫文化賞短篇賞を受賞。
ミリは本名ではなく、小学生の時につけられたあだ名。しかし、つけてくれた人に「どうしてミリなの?」と聞かないまま大人になり、今でもミリというあだ名の訳を自分でも知らない。
朝日新聞にて『オトナになった女子たちへ』を、伊藤理佐他と共に交代で連載中。
ミシマ社ウェブ連載「今日の人生」は代表作の一つになり、2021年6月30日のNHKニュースおはよう日本（関東甲信越）にて「コロナ禍で共感呼ぶ：益田ミリさんエッセイ」として取り上げられている。

## 作品リスト

### 単著
- 『寝る前につぶやくだけで、心がスーッとする本』三笠書房、1999/11/20。ISBN 978-4-8379-1805-9
- 『OLはえらい』いそっぷ社、2001/5/31。ISBN 978-4-900963-14-6 / 文春文庫PLUS、2006/10/6。ISBN 978-4-16-771308-9
  - 『OLはえらい』新装版、いそっぷ社、2009年。ISBN 978-4-900963-44-3
- 『オンナの妄想人生』WAVE出版、2002/3/1。ISBN 978-4-87290-122-1
  - 『「妄想」はオンナの幸せ：「もしもパワー」でストレス解消!』PHP文庫、2005/7/1。ISBN 978-4-569-66415-6
- 『今日も怒ってしまいました。：オンナの人生、笑ってスッキリ』大和書房、2002/10/1。ISBN 978-4-479-77056-5 / 文春文庫、2009年。ISBN 978-4-16-777501-8
- 『こんな気持ちが恋だった：川柳集』春陽堂書店、2002/8/1。ISBN 978-4-394-90201-0
- 『ピンク・レディー世代の女のコたちへ』いそっぷ社、2003/9/1。ISBN 978-4-900963-23-8
- 『30代：いいオンナへの道』海竜社、2004/2/1。ISBN 978-4-7593-0801-3
- 『お母さんという女』光文社〈知恵の森文庫〉、2004/12/8。ISBN 978-4-334-78329-7 / 光文社文庫、2009年。ISBN 978-4-334-97568-5
- 『昨日うまれた切ない恋は』メディアファクトリー、2004/12/1。ISBN 978-4-8401-1180-5
- 『女湯のできごと』光文社〈知恵の森文庫〉、2006/3/7。ISBN 978-4-334-78409-6
- すーちゃんシリーズ 
  - 『すーちゃん』幻冬舎、2006/4/1。ISBN 978-4-344-01159-5 / 幻冬舎文庫、2009/8/10。ISBN 978-4-344-41348-1
  - 『結婚しなくていいですか。：すーちゃんの明日』幻冬舎、2008年。ISBN 978-4-344-01451-0 / 幻冬舎文庫、2010年。ISBN 978-4-344-41524-9
  - 『どうしても嫌いな人：すーちゃんの決心』幻冬舎、2010年。ISBN 978-4-344-01876-1 / 幻冬舎文庫、2013年。ISBN 978-4-344-42009-0
  - 『すーちゃんの恋』幻冬舎、2012年。ISBN 978-4-344-02273-7 / 幻冬舎文庫、2015年。ISBN 978-4-344-42314-5
  - 『わたしを支えるもの：すーちゃんの人生』幻冬舎、2019年。ISBN 978-4-344-03503-4 / 幻冬舎文庫、2022年。ISBN 978-4-344-43222-2
- 『最初の、ひとくち』世界文化社、2007年。ISBN 978-4-418-07515-7 / 幻冬舎文庫、2010年。ISBN 978-4-344-41439-6
- 『大阪人の胸のうち』光文社〈知恵の森文庫〉、 2007/6/20。ISBN 978-4334784829
- 『上京十年』幻冬舎文庫、2007/6/10。ISBN 978-4-344-40970-5
- 『47都道府県女ひとりで行ってみよう』幻冬舎、2008年。ISBN 978-4-344-01531-9 / 幻冬舎文庫、2011年。ISBN 978-4-344-41660-4
- 『わたし恋をしている。』メディアファクトリー〈MF文庫ダ・ヴィンチ〉、2008年。ISBN 978-4-8401-2352-5 / 角川文庫、2013年。ISBN 978-4-04-101075-4
- 『アンナの土星』安藤和真監修、メディアファクトリー、2009年。ISBN 978-4-8401-3109-4 / 角川文庫、2021年。ISBN 978-4-04-110860-4
- 『言えないコトバ』集英社、2009年。ISBN 978-4-08-771314-5 / 集英社文庫、2012年。ISBN 978-4-08-746847-2
- 『オトーさんという男』光文社、2009年。ISBN 978-4-334-97573-9 / 幻冬舎文庫、2016年。ISBN 978-4-344-42438-8
- 『週末、森で』幻冬舎、2009年。ISBN 978-4-344-01730-6 / 幻冬舎文庫、2012年。ISBN 978-4-344-41851-6
- 『ふつうな私のゆるゆる作家生活』文藝春秋、2009年。ISBN 978-4-16-371180-5 / 文春文庫、2014年。ISBN 978-4-16-790078-6
- 『青春、手遅れ』角川学芸出版、2010年。ISBN 978-4-04-621450-8
  - 『青春ふたり乗り』（改題、加筆修正）幻冬舎文庫、2014年。ISBN 978-4-344-42160-8
- 『はやくはやくっていわないで』平澤一平絵（児童書）ミシマ社、2010年。ISBN 978-4-903908-21-2
- 『ほしいものはなんですか?』ミシマ社、2010年。ISBN 978-4-903908-18-2
  - 『脚本版：ほしいものはなんですか？』ミシマ社〈コーヒーと一冊〉、2016年。ISBN 978-4-903908-79-3
- 『前進する日もしない日も』幻冬舎文庫、2011年。ISBN 978-4-344-41627-7
- 『だいじなだいじなぼくのはこ』平澤一平絵、ミシマ社、2011年。ISBN 978-4-903908-29-8
- 『泣き虫チエ子さん』（1 - 4）集英社、2011 - 2015年。1巻（2011年）：ISBN 978-4-08-782422-3。2巻（2013年）：ISBN 978-4-08-782489-6。3巻（2014年）：ISBN 978-4-08-782770-5。4巻（2015年）：ISBN 978-4-08-792009-3。
  - 『泣き虫チエ子さん：愛情編』1・2巻の合本、集英社文庫、2017年。ISBN 978-4-08-745609-7
  - 『泣き虫チエ子さん：旅情編』3・4巻の合本、集英社文庫、2017年。ISBN 978-4-08-745621-9
- 僕の姉ちゃんシリーズ
  - 『僕の姉ちゃん』マガジンハウス、2011年。ISBN 978-4-8387-2337-9 / 幻冬舎文庫、2018年。ISBN 978-4-344-42705-1
  - 『続・僕の姉ちゃん』マガジンハウス、2015年。ISBN 978-4-8387-2825-1 / 幻冬舎文庫、2020年。ISBN 978-4-344-42952-9
  - 『やっぱり、僕の姉ちゃん』マガジンハウス、2018年。ISBN 978-4-8387-2994-4 / 幻冬舎文庫、2021年。ISBN 978-4-344-43080-8
  - 『僕の姉ちゃん的生活：明日は明日の甘いもの』マガジンハウス、2020年。ISBN 978-4-8387-3084-1 / 幻冬舎文庫、2023年。ISBN 978-4-344-43332-8
  - 『進め!僕の姉ちゃん』マガジンハウス、2021年。ISBN 978-4-8387-3186-2
  - 『そう来る？僕の姉ちゃん』マガジンハウス、2024年。ISBN 978-4-8387-3272-2
- 『おはようぼくだよ』平澤一平絵、岩崎書店、2012年。ISBN 978-4-265-08105-9
- 『オレの宇宙はまだまだ遠い』講談社、2012年。ISBN 978-4-06-217804-4
  - 『世界は終わらない』改題、幻冬舎文庫、2015年。ISBN 978-4-344-42379-4
- 『月火水木金銀土日銀曜日になにしよう?』平澤一平絵、幻冬舎、2012年。ISBN 978-4-344-02301-7
- 『心がほどける小さな旅』飛鳥新社、2012年。ISBN 978-4-86410-157-8 / 幻冬舎文庫、2016年。ISBN 978-4-344-42469-2
- 『夜空の下で』集英社、2012年。ISBN 978-4-08-771485-2 / 集英社文庫、2016年。ISBN 978-4-08-745423-9
- 『おとな小学生』ポプラ社、2013年。ISBN 978-4-591-13234-0 / ポプラ文庫、2016年。ISBN 978-4-591-14987-4
- 『キュンとしちゃだめですか?』文藝春秋、2013年。ISBN 978-4-16-376520-4 / 文春文庫、2016年。ISBN 978-4-16-790643-6
- 『銀座缶詰』幻冬舎文庫、2013年。ISBN 978-4-344-41982-7
- 『五年前の忘れ物』講談社、2013年。ISBN 978-4-06-218431-1 / 講談社文庫、2016年。ISBN 978-4-06-293491-6
- 『ちょっとそこまでひとり旅だれかと旅』幻冬舎、2013年。ISBN 978-4-344-02416-8
  - 『ちょっとそこまで旅してみよう』（改題＋書き下ろし）幻冬舎文庫、2017年。ISBN 978-4-344-42598-9
- 『女という生きもの』幻冬舎、2014年。ISBN 978-4-344-02603-2 / 幻冬舎文庫、2016年。ISBN 978-4-344-42515-6
- 沢村さん家（ち）シリーズ
  - 『沢村さん家のこんな毎日：平均年令60歳』文藝春秋、2014年。ISBN 978-4-16-390072-8
  - 『沢村さん家はもう犬を飼わない』文藝春秋、2015年。ISBN 978-4-16-390309-5
    - 『沢村さん家のこんな毎日：平均年令60歳の家族と愛犬篇』上記2冊の合本、文春文庫、2017年。ISBN 978-4-16-790891-1

  - 『沢村さん家の久しぶりの旅行』文藝春秋、2017年。ISBN 978-4-16-390676-8
  - 『沢村さん家のそろそろごはんですヨ』文藝春秋、2018年。ISBN 978-4-16-390939-4
    - 『沢村さん家のこんな毎日：久しぶりの旅行と日々ごはん篇』上記2冊の合本、文春文庫、2021年。ISBN 978-4-16-791714-2

  - 『沢村さん家のたのしいおしゃべり』文藝春秋、2021年。ISBN 978-4-16-391369-8
- 『ネコリンピック』平澤一平絵、ミシマ社、2014年。ISBN 978-4-903908-56-4 ※ますだみり名義
- 『みちこさん英語をやりなおす：am・is・areでつまずいたあなたへ』ミシマ社、2014年。ISBN 978-4-903908-50-2
- 『そう書いてあった』ミシマ社、2015年。ISBN 978-4-903908-61-8
- 『きみの隣りで』幻冬舎、2016年。ISBN 978-4-344-02908-8 / 幻冬舎文庫、2019年。ISBN 978-4-344-42837-9
- 『お茶の時間』講談社、2016年。ISBN 978-4-06-220120-9 / 講談社文庫、2019年。ISBN 978-4-06-516114-2
- 『わたしのじてんしゃ』平澤一平絵、ミシマ社、2016年。ISBN 978-4-903908-74-8 ※ますだみり名義
- 『今日の人生』ミシマ社、2017年。ISBN 978-4-903908-94-6
- 『美しいものを見に行くツアーひとり参加』幻冬舎、2017年。ISBN 978-4-344-03179-1 / 幻冬舎文庫、2020年。ISBN 978-4-344-43011-2
- 『こはる日記』KADOKAWA、2017年。ISBN 978-4-04-069389-7 / 角川文庫、2023年。ISBN 978-4-04-113754-3
- 『永遠のおでかけ』毎日新聞出版、2018年。ISBN 978-4-620-32490-6 / 毎日文庫、2021年。ISBN 978-4-620-21033-9
- 『マリコ、うまくいくよ』新潮社、2018年。ISBN 978-4-10-351981-2 / 新潮文庫、2021年。ISBN 978-4-10-103141-5
- 『一度だけ』幻冬舎、2018年。ISBN 978-4-344-03343-6 / 幻冬舎文庫、2021年。ISBN 978-4-344-43117-1
- 『痛い靴のはき方』幻冬舎文庫、2018年。ISBN 978-4-344-42774-7
- 『げそすけとじいじとばあば』平澤一平絵、あかね書房、2019年。ISBN 978-4-251-09923-5
- 『しあわせしりとり』ミシマ社、2019年。ISBN 978-4-909394-20-0
- 『かわいい見聞録』集英社、2019年。ISBN 978-4-08-771194-3 / 集英社文庫、2022年。ISBN 978-4-08-744385-1
- 『小さいコトが気になります』筑摩書房、2019年。ISBN 978-4-480-81548-4 / ちくま文庫、2022年。ISBN 978-4-480-43855-3
- 『今日のガッちゃん』ミシマ社、2020年。ISBN 978-4-909394-36-1
- 『今日の人生・2：世界がどんなに変わっても』ミシマ社、2020年。ISBN 978-4-909394-41-5
- 『考えごとしたい旅：フィンランドとシナモンロール』幻冬舎、2020年。ISBN 978-4-344-03643-7
- 『スナック キズツキ』マガジンハウス、2021年。ISBN 978-4-8387-3138-1 / マガジンハウス文庫、2024年。ISBN 978-4-8387-7112-7
- 『ミウラさんの友達』マガジンハウス、2022年。ISBN 978-4-8387-3198-5
- 『タイムトラベル世界あちこち旅日記』毎日文庫、2022年。
- 『小さいわたし』ポプラ社、2022年。ISBN 978-4-591-17400-5
- 『東京あたふた族』ミシマ社、2022年。ISBN 978-4-909394-79-8
- 『今日のおやつは何にしよう』幻冬舎文庫、2023年。ISBN 978-4-344-43272-7
- 『ツユクサナツコの一生』新潮社、2023年。ISBN 978-4-10-351982-9
- 『ヒトミさんの恋』文藝春秋、2023年。ISBN 978-4-16-391744-3
- 『ランチの時間』講談社、2023年。ISBN 978-4-06-533468-3
- 『今日の人生・3：いつもの場所で』ミシマ社、2024年。ISBN 978-4-911226-03-2

### 共著
- （武田砂鉄）『せいのめざめ』河出書房新社、2017年。ISBN 978-4-309-02542-1